# Karl von Wolff
Karl Wilhelm Wolff, seit 1786 von Wolff, (* 16. Februar 1785 in Berlin; † 29. November 1873 in Frankfurt (Oder)) war ein preußischer Generalleutnant.

## Leben

### Herkunft
Karl entstammte der I. Linie des am 20. Oktober 1786 in den erblichen preußischen Adelsstand erhobenen Familie von Wolff. Er war ein Sohn des Geheimen Rates sowie Herr auf Haselberg, Frankenfelde und Rädickow Paul von Wolff (1744–1805) und dessen Ehefrau Maria, geborene Schmitz (auch Schmits geschrieben) (1759–1840). August von Wolff war ein jüngerer Bruder. Der Landrat und Gutsbesitzer Leopold Karbe-Sieversdorf war ein Schwager.

### Militärkarriere
Wolff wurde im Januar 1799 als Junker im Husarenregiment „von Rudorff“ der Preußischen Armee angestellt und avancierte im März 1803 zum Kornett. Zu Beginn des Vierten Koalitionskrieges zum Sekondeleutnant befördert, nahm Wolff an den Kämpfen bei Criewitz und Lübeck teil und wurde mit der Kapitulation von Ratekau inaktiv gestellt. Nach dem Frieden von Tilsit schied er am 8. Mai 1811 mit der Berechtigung zum Tragen seiner Uniform aus dem Dienst. Im Vorfeld der Befreiungskriege erfolgte am 1. Juni 1813 seine Wiederanstellung in der Armee als Rittmeister und Eskadronchef im 2. Kurländischen Landwehr-Kavallerie-Regiment. Während des Krieges kämpfte Wolff in den Schlachten bei Großbeeren, Dennewitz, Leipzig, Laon, Ligny und Belle Alliance. Ferner war er bei den Gefechten von Wittstock und Meudan sowie den Belagerungen von Wittenberg, Gorkum und Soissons. Für Laon erhielt Wolff das Eiserne Kreuz II. Klasse sowie 1814 den Orden des Heiligen Wladimir IV. Klasse.
Am 2. Mai 1815 wurde er zum Major befördert und am 8. Mai 1816 dem 3. Husaren-Regiment aggregiert. Ende März 1823 folgte seine Beförderung zum Oberstleutnant. In dieser Eigenschaft erhielt Wolff Mitte Juli 1825 das Dienstkreuz. Am 30. März 1830 beauftragte man ihm zunächst mit der Führung des  12. Husaren-Regiments, bevor Wolff am 6. Juni 1831 zum Kommandeur ernannt wurde. Am 30. März 1832 stieg er zum Oberst auf, wurde am 15. September 1838 als Ehrenritter in den Johanniterorden aufgenommen, sowie am 5. Oktober 1838 mit dem Orden der Heiligen Anna II. Klasse ausgezeichnet. Mit der Beförderung zum Generalmajor schloss sich am 30. März 1839 seine Ernennung zum Kommandeur der 15. Kavallerie-Brigade in Köln an. Für seine Leistungen in der Truppenführung zeichnete ihn König Friedrich Wilhelm IV. am 12. September 1842 mit dem Roten Adlerorden II. Klasse mit Eichenlaub auf. Unter Verleihung des Charakters als Generalleutnant erhielt Wolff am 22. Mai 1845 seinen Abschied mit Pension.

### Familie
Wolff heiratete am 1. September 1816 in Haselberg Dorothea Gräfin von Hardenberg (1796–1872). Sie war eine Verwandte des Ministers Karl August von Hardenberg. Das Paar hatte mehrere Kinder:
- Walpurgis (1817–1820)
- Pauline (1818–1903), Stiftsdame
- Marie (1819–1868) ⚭ 1841 Ludwig von Schlotheim (1818–1889), preußischer General der Kavallerie
- Auguste (1821–1894) ⚭ 1852 Otmar Freiherr von Münchhausen († 1889), preußischer Major
- Max (1822–1869), preußischer Major im Infanterie-Regiment Nr. 25 ⚭ 1855 Wilhelmine Gräfin von Pinto di Barri (1822–1907)
- Wolf (1824–1900), Senatspräsident am Reichsgericht
- Mathilde (1825–1826)
- Cäcilie (1826–1897)
- Walpurgia (1827–1828)
- Anna (* 1829), Stiftsdame in Geseke-Keppel
- Albert (1832–1905), preußischer Oberst ⚭ 1867 Agnes von Kirchbach (* 1845), Tochter des Hugo von Kirchbach
- Antonie (1833–1842)
- Richard (1836–1837)
- Günther (1838–1839)
- Marie (1842–1849)